# Alexander Bah
Alexander Bah (født 9. december 1997) er en dansk fodboldspiller, der spiller for Benfica.

## Klubkarriere
Bah spillede for B1913 frem til sommeren 2013, hvor han skiftede til Næsby Boldklub.

### Næsby Boldklub
Han spillede de første par sæsoner på klubbens ungdomshold, indtil han fik sit gennembrud i foråret 2016. Han startede på bænken i sæsonens første tre kampe, hvor han leverede gode indhop. Han fik chancen fra start i forårets fjerde ligakamp mod BK Avarta den 2. april 2016, som Næsby Boldklub vandt 4-0 hjemme, og hvor "[...] Alexander spillede fremragende" Han fortsatte med at spille fast i løbet af foråret 2016, hvor det blev til i alt seks assister.

### HB Køge
I august 2016 blev det offentliggjort, at Bah skiftede til HB Køge, hvor han skrev under på en treårig kontrakt. Allerede samme aften fik han sin debut for klubben i DBU Pokalen, da han startede inde og spillede de første 60 minutter, inden han blev erstattet af Ahmed Hassan i en 0-2-sejr ude over Karlslunde IF i 1. runde.
Han blev i november 2017 kåret som Årets Talent (også kendt som Danske Bank Prisen) i HB Køge 2017.

### SønderjyskE
Ifølge bold.dks oplysninger den 6. august 2018 skiftede Bah fra HB Køge til SønderjyskE, og dagen efter blev ligeledes bekræftet af klubberne. Han skrev under på en femårig kontrakt gældende frem til sommeren 2023.
Han kom til klubben som højre kant, men er i sin tid i SønderjyskE, blevet omskolet til højre wingback med stor succes, som blandt andet har kastet en pokaltitel og en A-landskampsdebut af sig.
Efter et imponerende efterår for SønderjyskE i Superligaen 20/21, hvor han blandt andet blev valgt til efterårets hold fra både Superligaen, TV3 Sport, DR og Tipsbladet, skiftede Bah 5. januar 2021 til Slavia Prag. Handlen blev SønderjyskEs hidtil største transfer, da salgsprisen lød på 13 millioner kr, som kunne ende op i 20 millioner og yderligere stige ved  en videresalgsklausul.

### Slavia Prag
Efter en mislykket transfer til Slavia Prag på transfervinduets sidste dag, 5. oktober 2020, skiftede Bah 5. januar 2021 til netop Slavia Prag.Hvor han hurtig blev en favorit på højre-back positionen. Han vandt årets spiller i Tjekkiet 2022.

### Benfica
Den 7. juni 2022 offentliggjorde Benfica, at de hentede Bah til klubben i en handel til €8 millioner.

## Landsholdskarriere
Bah har spillet fire kampe på U/20-landsholdet og to kampe på U/21-landsholdet. 
Den 9. november 2020 blev han udtaget til A-landsholdet grundet flere afbud fra blandt andet de danske spillere, der spiller i England, grundet covid-19-restriktionerne, samt et tilfælde af coronavirus i truppen, som satte flere etablerede landsholdsspillere i karantæne. Han blev skiftet ind i pausen i en kamp mod Sverige og scorede det sidste mål i 2-0-sejren på Brøndby Stadion i sin debutkamp, den 11. november 2020.

## Titler

### Klub
SønderjyskE
Årets spiller i Tjekkiet
- Sydbank Pokalen: 2020